# Temporada 2018 de TCR Europe Touring Car Series
La temporada 2018 de TCR Europe Touring Car Series fue la tercera del TCR Europe, y la primera como serie indvidual. La temporada comenzó en el Circuit Paul Ricard en mayo y finalizó en el Circuit de Barcelona-Catalunya en octubre.
Como parte del acuerdo con los promotores de la serie, en cinco de los siete eventos se disputó la Temporada 2018 de TCR BeNeLux Touring Car Championship con su tercera edición.
TCR Europe Series también introdujo el DSG Challenge para los vehículos equipados con Transmisión DSG.

## Equipos y pilotos
Yokohama es el suministrador oficial de neumáticos.

### TCR Europe
| Equipo                         | Auto                         | N.º | Piloto                  | C   | Rondas    |
| ------------------------------ | ---------------------------- | --- | ----------------------- | --- | --------- |
| Race Republic - NOS Racing     | Subaru WRX STI TCR           | 3   | Cosimo Barberini        |     | 6         |
| JSB Compétition                | Peugeot 308 TCR              | 4   | Julien Briché           |     | 2–5, 7    |
| JSB Compétition                | CUPRA León TCR DSG           | 21  | Marie Baus-Coppens      | DSG | 2–5, 7    |
| LTA Rally Team                 | Volkswagen Golf GTI TCR      | 5   | Klim Gavrilov           |     | 7         |
| Stefanovski Racing Team        | Hyundai i30 N TCR            | 7   | Igor Stefanovski        |     | 1–2, 4–6  |
| Target Competition             | Hyundai i30 N TCR            | 8   | Reece Barr              |     | Todas     |
| Target Competition             | Hyundai i30 N TCR            | 15  | Peter Terting           |     | 7         |
| Target Competition             | Hyundai i30 N TCR            | 62  | Dušan Borković          |     | Todas     |
| Target Competition             | Hyundai i30 N TCR            | 94  | Kris Richard            |     | Todas     |
| Hell Energy Racing with KCMG   | Honda Civic Type-R TCR (FK7) | 9   | Attila Tassi            |     | Todas     |
| Hell Energy Racing with KCMG   | Honda Civic Type-R TCR (FK7) | 99  | Josh Files              |     | Todas     |
| Hell Energy Racing with KCMG   | Honda Civic Type-R TCR (FK7) | 909 | Mike Halder             |     | 7         |
| PSS Racing Team                | Honda Civic Type-R TCR (FK7) | 10  | Viktor Davidovski       |     | Todas     |
| Reno Racing                    | Honda Civic Type-R TCR (FK7) | 11  | Jens Reno Møller        |     | Todas     |
| Autodis Racing by Piro Sports  | Honda Civic Type-R TCR (FK7) | 13  | Cedric Piro             |     | 1–3       |
| Autodis Racing by Piro Sports  | Hyundai i30 N TCR            | 13  | Cedric Piro             | 4   |           |
| Autodis Racing by Piro Sports  | Hyundai i30 N TCR            | 14  | Loris Cencetti          |     | 1–3       |
| Autodis Racing by Piro Sports  | Hyundai i30 N TCR            | 15  | Peter Terting           |     | 5–6       |
| Autodis Racing by THX          | Honda Civic Type-R TCR (FK7) | 14  | Loris Cencetti          |     | 4–5       |
| Autodis Racing by THX          | Honda Civic Type-R TCR (FK7) | 42  | Stefano Comini          |     | 3–7       |
| Autodis Racing by THX          | Honda Civic Type-R TCR (FK7) | 630 | Benjamin Lessennes      |     | 6         |
| Pit Lane Competizioni          | Hyundai i30 N TCR            | 16  | Nicola Baldan           |     | 1         |
| Pit Lane Competizioni          | Audi RS3 LMS TCR (2017)      | 63  | Giovanni Altoè          | DSG | 1, 3, 5–6 |
| Pit Lane Competizioni          | Audi RS3 LMS TCR (2017)      | 71  | Enrico Bettera          |     | 1         |
| Pit Lane Competizioni          | CUPRA León TCR               | 66  | Andrea Larini           |     | 1         |
| M1RA                           | Hyundai i30 N TCR            | 16  | Nicola Baldan           |     | 6         |
| M1RA                           | Hyundai i30 N TCR            | 26  | Francisco Mora          |     | 1–4       |
| M1RA                           | Hyundai i30 N TCR            | 555 | Norbert Michelisz       |     | 7         |
| M1RA                           | Hyundai i30 N TCR            | 999 | Dániel Nagy             |     | Todas     |
| Brutal Fish Racing Team        | Volkswagen Golf GTI TCR      | 17  | Martin Ryba             |     | 2–4, 6–7  |
| Team Mulsanne                  | Alfa Romeo Giulietta TCR     | 18  | Fabrizio Giovanardi     |     | 6         |
| WestCoast Racing               | Volkswagen Golf GTI TCR      | 19  | Andreas Bäckman         |     | 7         |
| WestCoast Racing               | Volkswagen Golf GTI TCR      | 116 | Ashley Sutton           |     | 7         |
| WestCoast Racing               | Volkswagen Golf GTI TCR      | 126 | Jessica Bäckman         |     | 7         |
| JLG Motorsport with Zengő      | CUPRA León TCR               | 20  | Márk Jedlóczky          |     | 1–2, 4    |
| Fullín Race Academy            | CUPRA León TCR               | 22  | Petr Fulín              |     | 7         |
| Sports & You                   | Peugeot 308 TCR              | 23  | Francisco Abreu         |     | Todas     |
| Sports & You                   | Peugeot 308 TCR              | 27  | Enrique Hernando        |     | 7         |
| Speedy Motorsport              | Audi RS3 LMS TCR (2017)      | 24  | Gustavo Moura           |     | 1         |
| PCR Sport                      | CUPRA León TCR               | 25  | Mikel Azcona            |     | Todas     |
| PCR Sport                      | CUPRA León TCR               | 38  | Danny Kroes             |     | Todas     |
| MN Développement               | Volkswagen Golf GTI TCR      | 28  | Jean-Laurent Navarro    |     | 7         |
| Pyro Motorsport                | Honda Civic Type-R TCR (FK7) | 32  | Oliver Taylor           |     | 6–7       |
| Stian Paulsen Racing           | CUPRA León TCR               | 34  | Stian Paulsen           |     | Todas     |
| Monlau Competición             | CUPRA León TCR               | 35  | Munkong Sathienthirakul |     | 3, 5, 7   |
| Race Republic                  | Subaru WRX STI TCR           | 42  | Stefano Comini          |     | 1         |
| Scuderia del Girasole          | CUPRA León TCR               | 44  | Salvatore Tavano        |     | 6         |
| Leopard Lukoil Team WRT        | Audi RS3 LMS TCR (2017)      | 46  | Jaap van Lagen          |     | 2         |
| Leopard Lukoil Team WRT        | Audi RS3 LMS TCR (2017)      | 69  | Jean-Karl Vernay        |     | 1, 3–7    |
| Zengő Motorsport               | CUPRA León TCR DSG           | 55  | Ferenc Ficza            | DSG | 4         |
| CRC - Cappellari Reparto Corse | Volkswagen Golf GTI TCR      | 76  | Daniele Cappellari      |     | 6         |
| Race Republic - Top Run        | Subaru WRX STI TCR           | 77  | Roberto Russo           |     | 6         |
| Baporo Motorsport              | CUPRA León TCR               | 79  | José Manuel Sapag       |     | 6         |
| Comtoyou Racing                | Volkswagen Golf GTI TCR      | 88  | Maxime Potty            |     | Todas     |
| Comtoyou Racing                | Audi RS3 LMS TCR (2017)      | 223 | Nathanaël Berthon       |     | 7         |
| LEIN Racing                    | CUPRA León TCR               | 111 | Nikola Miljković        |     | 7         |

| Icono | C             |
| ----- | ------------- |
| DSG   | DSG Challenge |

### TCR BeNeLux
| Equipo                        | Auto                         | N.º | Piloto             | Rondas |
| ----------------------------- | ---------------------------- | --- | ------------------ | ------ |
| JSB Compétition               | Peugeot 308 TCR              | 4   | Julien Briché      | Todas  |
| JSB Compétition               | CUPRA León TCR               | 21  | Marie Baus-Coppens | Todas  |
| Autodis Racing by Piro Sports | Honda Civic Type-R TCR (FK7) | 13  | Cedric Piro        | 1–2    |
| Autodis Racing by Piro Sports | Hyundai i30 N TCR            | 13  | Cedric Piro        | 3      |
| Autodis Racing by Piro Sports | Hyundai i30 N TCR            | 14  | Loris Cencetti     | 1–2    |
| Autodis Racing by Piro Sports | Hyundai i30 N TCR            | 15  | Peter Terting      | 4      |
| Autodis Racing by THX         | Honda Civic Type-R TCR (FK7) | 14  | Loris Cencetti     | 3-4    |
| Autodis Racing by THX         | Honda Civic Type-R TCR (FK7) | 42  | Stefano Comini     | 2-5    |
| PCR Sport                     | CUPRA León TCR               | 38  | Danny Kroes        | Todas  |
| Leopard Lukoil Team WRT       | Audi RS3 LMS TCR (2017)      | 46  | Jaap van Lagen     | 1      |
| Leopard Lukoil Team WRT       | Audi RS3 LMS TCR (2017)      | 69  | Jean-Karl Vernay   | 2-5    |
| Comtoyou Racing               | Volkswagen Golf GTI TCR      | 88  | Maxime Potty       | Todas  |
| Comtoyou Racing               | Audi RS3 LMS TCR (2017)      | 223 | Nathanaël Berthon  | 5      |

## Calendario
| Rnd. | Rnd. | Circuito                                         | Fecha            | Categorías soportadas                                   |
| ---- | ---- | ------------------------------------------------ | ---------------- | ------------------------------------------------------- |
| 1    | 1    | Circuito Paul Ricard, Le Castellet, Francia      | 5 de mayo        | International GT Open Eurofórmula Open                  |
| 1    | 2    | Circuito Paul Ricard, Le Castellet, Francia      | 6 de mayo        | International GT Open Eurofórmula Open                  |
| 2    | 3    | Circuito de Zandvoort, Zandvoort, Países Bajos   | 20 de mayo       | Copa Mundial de Turismos TCR Swiss Trophy               |
| 2    | 4    | Circuito de Zandvoort, Zandvoort, Países Bajos   | 21 de mayo       | Copa Mundial de Turismos TCR Swiss Trophy               |
| 3    | 5    | Circuito de Spa-Francorchamps, Spa, Bélgica      | 9 de junio       | International GT Open Eurofórmula Open                  |
| 3    | 6    | Circuito de Spa-Francorchamps, Spa, Bélgica      | 10 de junio      | International GT Open Eurofórmula Open                  |
| 4    | 7    | Hungaroring, Mogyoród, Hungría                   | 7 de julio       | International GT Open Eurofórmula Open                  |
| 4    | 8    | Hungaroring, Mogyoród, Hungría                   | 8 de julio       | International GT Open Eurofórmula Open                  |
| 5    | 9    | Circuito de Assen, Assen, Países Bajos           | 18 de agosto     | TCR Swiss Trophy                                        |
| 5    | 10   | Circuito de Assen, Assen, Países Bajos           | 19 de agosto     | TCR Swiss Trophy                                        |
| 6    | 11   | Autodromo Nazionale di Monza, Monza, Italia      | 22 de septiembre | International GT Open Eurofórmula Open TCR Swiss Trophy |
| 6    | 12   | Autodromo Nazionale di Monza, Monza, Italia      | 23 de septiembre | International GT Open Eurofórmula Open TCR Swiss Trophy |
| 7    | 13   | Circuito de Barcelona-Cataluña, Montmeló, España | 20 de octubre    | International GT Open Eurofórmula Open                  |
| 7    | 14   | Circuito de Barcelona-Cataluña, Montmeló, España | 21 de octubre    | International GT Open Eurofórmula Open                  |

     Eventos parte de la temporada 2018 del TCR BeNeLux

## Resultados por carrera
| Rnd. | Rnd. | Circuito                       | Pole position    | Vuelta rápida    | Piloto ganador   | Equipo ganador               | Ganador TCR BeNeLux | Ganador DSG Challenge             | Resultados |
| ---- | ---- | ------------------------------ | ---------------- | ---------------- | ---------------- | ---------------------------- | ------------------- | --------------------------------- | ---------- |
| 1    | 1    | Circuito Paul Ricard           | Dušan Borković   | Kris Richard     | Dušan Borković   | Target Competition           |                     | Giovanni Altoè                    | Resultados |
| 1    | 2    | Circuito Paul Ricard           |                  | Attila Tassi     | Dušan Borković   | Target Competition           | Giovanni Altoè      |                                   | Resultados |
| 2    | 3    | Circuito de Zandvoort          | Jaap van Lagen   | Mikel Azcona     | Mikel Azcona     | PCR Sport                    | Jaap van Lagen      | Ningún piloto finalizó la carrera | Resultados |
| 2    | 4    | Circuito de Zandvoort          |                  | Jaap van Lagen   | Josh Files       | Hell Energy Racing with KCMG | Jaap van Lagen      | Marie Baus-Coppens                | Resultados |
| 3    | 5    | Circuito de Spa-Francorchamps  | Jean-Karl Vernay | Jean-Karl Vernay | Jean-Karl Vernay | Leopard Lukoil Team WRT      | Jean-Karl Vernay    | Giovanni Altoè                    | Resultados |
| 3    | 6    | Circuito de Spa-Francorchamps  |                  | Julien Briché    | Julien Briché    | JSB Compétition              | Julien Briché       | Giovanni Altoè                    | Resultados |
| 4    | 7    | Hungaroring                    | Mikel Azcona     | Julien Briché    | Dušan Borković   | Target Competition           | Jean-Karl Vernay    | Marie Baus-Coppens                | Resultados |
| 4    | 8    | Hungaroring                    |                  | Francisco Abreu  | Francisco Mora   | M1RA                         | Stefano Comini      | Ferenc Ficza                      | Resultados |
| 5    | 9    | Circuito de Assen              | Josh Files       | Dániel Nagy      | Dániel Nagy      | M1RA                         | Jean-Karl Vernay    | Giovanni Altoè                    | Resultados |
| 5    | 10   | Circuito de Assen              |                  | Attila Tassi     | Attila Tassi     | Hell Energy Racing with KCMG | Stefano Comini      | Giovanni Altoè                    | Resultados |
| 6    | 11   | Autodromo Nazionale di Monza   | Jean-Karl Vernay | Jean-Karl Vernay | Jean-Karl Vernay | Leopard Lukoil Team WRT      |                     | Giovanni Altoè                    | Resultados |
| 6    | 12   | Autodromo Nazionale di Monza   |                  | Jean-Karl Vernay | Jean-Karl Vernay | Leopard Lukoil Team WRT      | Giovanni Altoè      |                                   | Resultados |
| 7    | 13   | Circuito de Barcelona-Cataluña | Attila Tassi     | Jean-Karl Vernay | Attila Tassi     | Hell Energy Racing with KCMG | Jean-Karl Vernay    | Marie Baus-Coppens                | Resultados |
| 7    | 14   | Circuito de Barcelona-Cataluña |                  | Ashley Sutton    | Mike Halder      | Hell Energy Racing with KCMG | Jean-Karl Vernay    | Marie Baus-Coppens                | Resultados |

## Puntuaciones
| Pos.    | 1.º | 2.º | 3.º | 4.º | 5.º | 6.º | 7.º | 8.º | 9.º | 10.º |
| Q2      | Q2  | Q2  | Q2  | Q2  | Q2  | Q2  | Q2  | Q2  | Q2  | Q2   |
| ------- | --- | --- | --- | --- | --- | --- | --- | --- | --- | ---- |
| Pts.    | 5   | 4   | 3   | 2   | 1   |     |     |     |     |      |
| Carrera |     |     |     |     |     |     |     |     |     |      |
| Pts.    | 25  | 18  | 15  | 12  | 10  | 8   | 6   | 4   | 2   | 1    |

## Clasificaciones

### TCR Europe

#### Campeonato de Pilotos
| Pos. | Piloto                  | LEC | LEC | ZAN | ZAN | SPA | SPA | HUN  | HUN | ASS | ASS | MNZ | MNZ | BAR | BAR | Pts. |
| ---- | ----------------------- | --- | --- | --- | --- | --- | --- | ---- | --- | --- | --- | --- | --- | --- | --- | ---- |
| 1    | Mikel Azcona            | 32  | 5   | 12  | 6   | 34  | 4   | 41   | 14  | 9   | 2   | 2   | 5   | 53  | 8   | 181  |
| 2    | Jean-Karl Vernay        | 6   | 2   |     |     | 1   | Ret | 7    | 20  | 2   | 7   | 1   | 1   | 6   | 7   | 159  |
| 3    | Dušan Borković          | 1   | 1   | 5   | 18  | 4   | 7   | 14   | Ret | 6   | 3   | DSQ | DSQ | 24  | Ret | 154  |
| 4    | Attila Tassi            | Ret | 6   | 23  | 3   | 17  | Ret | Ret2 | 4   | 5   | 1   | 53  | 3   | 1   | Ret | 153  |
| 5    | Dániel Nagy             | 23  | 3   | 7   | 11  | 8   | 6   | 3    | 2   | 14  | Ret | Ret | 12  | 7   | 2   | 138  |
| 6    | Josh Files              | 45  | 15  | 4   | 1   | Ret | 19† | Ret3 | 3   | 101 | Ret | 34  | 2   | 242 | 6   | 121  |
| 7    | Kris Richard            | 12  | 14  | 144 | 5   | 6   | 2   | 5    | 7   | 35  | 6   | 12  | 7   | DSQ | EX  | 84   |
| 8    | Maxime Potty            | 11  | 12  | Ret | 10  | 2   | 3   | 18   | 12  | 73  | 8   | 45  | 4   | 14  | 16  | 76   |
| 9    | Stian Paulsen           | 84  | Ret | 6   | Ret | 135 | 5   | 2    | 10  | 8   | 5   | 9   | Ret | 11  | 9   | 62   |
| 10   | Francisco Mora          | 21† | 4   | 9   | 8   | DNS | 10  | Ret  | 1   |     |     |     |     |     |     | 44   |
| 11   | Julien Briché           |     |     | Ret | Ret | 53  | 1   | 16   | 15  | 14  | 11  |     |     | 8   | 22  | 42   |
| 12   | Stefano Comini          | 20  | 10  |     |     | Ret | Ret | 8    | 8   | 4   | 4   | 6   | Ret | Ret | 11  | 41   |
| 13   | Jaap van Lagen          |     |     | 31  | 2   |     |     |      |     |     |     |     |     |     |     | 38   |
| 14   | Danny Kroes             | Ret | 8   | 8   | 4   | 7   | 9   | 9    | 19  | 12  | Ret | Ret | 20  | Ret | Ret | 30   |
| 15   | Reece Barr              | 5   | 17† | Ret | WD  | Ret | 8   | 175  | 6   | 11  | 10  | 16  | 9   | 9   | 10  | 29   |
| 16   | Norbert Michelisz       |     |     |     |     |     |     |      |     |     |     |     |     | 35  | 4   | 28   |
| 17   | Ashley Sutton           |     |     |     |     |     |     |      |     |     |     |     |     | 4   | 3   | 27   |
| 18   | Mike Halder             |     |     |     |     |     |     |      |     |     |     |     |     | Ret | 1   | 25   |
| 19   | Jens Reno Møller        | 9   | 7   | 10  | 7   | 18  | 13  | 6    | 16  | 13  | 9   | 17  | Ret | 25  | Ret | 25   |
| 20   | Peter Terting           |     |     |     |     |     |     |      |     | 21† | 12  | 8   | 6   | 10  | 5   | 23   |
| 21   | Francisco Abreu         | 13  | 16  | 11  | 9   | 9   | 11  | Ret  | 5   | 15  | DSQ | 13  | 21  | Ret | 12  | 14   |
| 22   | Fabrizio Giovanardi     |     |     |     |     |     |     |      |     |     |     | 7   | 8   |     |     | 10   |
| 23   | Igor Stefanovski        | 7   | Ret | Ret | 16  |     |     | 13   | Ret | 16  | Ret | 14  | 15  |     |     | 6    |
| 24   | Loris Cencetti          | Ret | 9   | 13  | 12  | 14  | 18  | 11   | 11  | Ret | 13  |     |     |     |     | 2    |
| 25   | Ferenc Ficza            |     |     |     |     |     |     | Ret  | 9   |     |     |     |     |     |     | 2    |
| 26   | Oliver Taylor           |     |     |     |     |     |     |      |     |     |     | 10  | 10  | 13  | 17  | 2    |
| 27   | Márk Jedlóczky          | 15  | 11  | 12  | 13  |     |     | 10   | 21  |     |     |     |     |     |     | 1    |
| 28   | Nicola Baldan           | 10  | 18† |     |     |     |     |      |     |     |     | 11  | 17  |     |     | 1    |
| 29   | Cedric Piro             | 14  | Ret | 17  | 14  | 10  | 12  | 12   | Ret |     |     |     |     |     |     | 1    |
| 30   | Giovanni Altoè          | 18  | 13  |     |     | 11  | 14  |      |     | 18  | 16  | 18  | 18  |     |     | 0    |
| 31   | José Manuel Sapag       |     |     |     |     |     |     |      |     |     |     | Ret | 11  |     |     | 0    |
| 32   | Andreas Bäckman         |     |     |     |     |     |     |      |     |     |     |     |     | 12  | 13  | 0    |
| 33   | Munkong Sathienthirakul |     |     |     |     | 12  | 15  |      |     | 20† | 15  |     |     | 18  | Ret | 0    |
| 34   | Martin Ryba             |     |     | 16  | 19  | 15  | 17  | Ret  | 13  |     |     | 15  | 14  | 17  | 19  | 0    |
| 35   | Salvatore Tavano        |     |     |     |     |     |     |      |     |     |     | Ret | 13  |     |     | 0    |
| 36   | Viktor Davidovski       | 16  | Ret | 15  | 15  | DNS | DNS | 14   | 18  | 17  | 14  | 19  | 16  | 16  | 15  | 0    |
| 37   | Jessica Bäckman         |     |     |     |     |     |     |      |     |     |     |     |     | 15  | 14  | 0    |
| 38   | Marie Baus-Coppens      |     |     | Ret | 17  | 16  | 16  | 15   | 17  | 19  | 17  |     |     | 21  | 20  | 0    |
| 39   | Enrico Bettera          | 17  | Ret |     |     |     |     |      |     |     |     |     |     |     |     | 0    |
| 40   | Enrique Hernando        |     |     |     |     |     |     |      |     |     |     |     |     | 19  | 18  | 0    |
| 41   | Daniele Cappellari      |     |     |     |     |     |     |      |     |     |     | 21  | 19  |     |     | 0    |
| 42   | Andrea Larini           | 19  | Ret |     |     |     |     |      |     |     |     |     |     |     |     | 0    |
| 43   | Petr Fulín              |     |     |     |     |     |     |      |     |     |     |     |     | 20  | 23  | 0    |
| 44   | Roberto Russo           |     |     |     |     |     |     |      |     |     |     | 20  | Ret |     |     | 0    |
| 45   | Nikola Miljković        |     |     |     |     |     |     |      |     |     |     |     |     | DNS | 21  | 0    |
| 46   | Jean-Laurent Navarro    |     |     |     |     |     |     |      |     |     |     |     |     | 22  | Ret | 0    |
| 47   | Klim Gavrilov           |     |     |     |     |     |     |      |     |     |     |     |     | 23  | Ret | 0    |
|      | Gustavo Moura           | Ret | Ret |     |     |     |     |      |     |     |     |     |     |     |     | 0    |
|      | Benjamin Lessennes      |     |     |     |     |     |     |      |     |     |     | Ret | Ret |     |     | 0    |
|      | Cosimo Barberini        |     |     |     |     |     |     |      |     |     |     | Ret | Ret |     |     | 0    |
|      | Nathanaël Berthon       |     |     |     |     |     |     |      |     |     |     |     |     | Ret | Ret | 0    |
| Pos. | Piloto                  | LEC | LEC | ZAN | ZAN | SPA | SPA | HUN  | HUN | ASS | ASS | MNZ | MNZ | BAR | BAR | Pts. |

| Color     | Resultado                                                               |
| --------- | ----------------------------------------------------------------------- |
| Oro       | Ganador                                                                 |
| Plata     | 2.ª plaza                                                               |
| Bronce    | 3.ª plaza                                                               |
| Verde     | Finalizó en los puntos                                                  |
| Azul      | Finalizó sin puntos                                                     |
| Azul      | NC - No clasificado                                                     |
| Violeta   | Ret - No terminó (Carrera)                                              |
| Rojo      | DNQ - No se clasificó                                                   |
| Negro     | DSQ - Descalificado                                                     |
| Blanco    | DNS - No empezó (carrera)                                               |
| Blanco    | WD - Retirado (fin de semana)                                           |
| Blanco    | C - Carrera cancelada                                                   |
| Sin color | DNP - Inscrito pero no participó                                        |
| Sin color | INJ - Lesionado                                                         |
| Sin color | EX - Excluido                                                           |
| Estado    | Resultado                                                               |
| Negrita   | Pole position                                                           |
| Cursiva   | Vuelta rápida                                                           |
| †         | Abandona, pero clasifica al completar el porcentaje requerido para ello |

#### Campeonato de Equipos
| Pos. | Equipo                         | LEC | LEC | ZAN | ZAN | SPA | SPA | HUN  | HUN | ASS | ASS | MNZ | MNZ | BAR  | BAR | Pts. |
| ---- | ------------------------------ | --- | --- | --- | --- | --- | --- | ---- | --- | --- | --- | --- | --- | ---- | --- | ---- |
| 1    | Hell Energy Racing with KCMG   | 45  | 6   | 23  | 1   | 17  | 18† | Ret2 | 3   | 5   | 1   | 34  | 2   | 1    | 1   | 299  |
| 1    | Hell Energy Racing with KCMG   | Ret | 15  | 4   | 3   | Ret | Ret | Ret3 | 4   | 101 | Ret | 53  | 3   | 22†2 | 6   | 299  |
| 2    | Target Competition             | 1   | 1   | 5   | 5   | 4   | 2   | 14   | 6   | 35  | 3   | 12  | 7   | 24   | 5   | 272  |
| 2    | Target Competition             | 5   | 14  | 144 | 18  | 6   | 7   | 5    | 7   | 6   | 6   | 16  | 9   | 9    | 10  | 272  |
| 3    | PCR Sport                      | 32  | 5   | 12  | 4   | 34  | 4   | 41   | 14  | 9   | 2   | 2   | 5   | 53   | 8   | 213  |
| 3    | PCR Sport                      | Ret | 8   | 8   | 6   | 7   | 8   | 9    | 19  | 11  | Ret | Ret | 20  | Ret  | Ret | 213  |
| 4    | M1RA                           | 23  | 3   | 7   | 8   | 8   | 6   | 3    | 1   | 14  | Ret | 11  | 12  | 35   | 2   | 211  |
| 4    | M1RA                           | 18† | 4   | 9   | 11  | DNS | 9   | Ret  | 2   |     |     | Ret | 17  | 7    | 4   | 211  |
| 5    | Leopard Lukoil Team WRT        | 6   | 2   | 31  | 2   | 1   | Ret | 7    | 20  | 2   | 7   | 1   | 1   | 6    | 7   | 197  |
| 6    | Comtoyou Racing                | 11  | 12  | Ret | 10  | 2   | 3   | 17   | 12  | 73  | 8   | 45  | 4   | 13   | 15  | 76   |
| 6    | Comtoyou Racing                |     |     |     |     |     |     |      |     |     |     |     |     | Ret  | Ret | 76   |
| 7    | Stian Paulsen Racing           | 84  | Ret | 6   | Ret | 135 | 5   | 2    | 10  | 8   | 5   | 9   | Ret | 10   | 9   | 63   |
| 8    | JSB Compétition                |     |     | Ret | 17  | 53  | 1   | 15   | 15  | 13  | 10  |     |     | 8    | 19  | 43   |
| 8    | JSB Compétition                |     |     | Ret | Ret | 16  | 15  | 16   | 17  | 18  | 16  |     |     | 19   | 21† | 43   |
| 9    | Autodis Racing by THX          |     |     |     |     | Ret | Ret | 8    | 8   | 4   | 4   | 6   | Ret | Ret  | 11  | 40   |
| 9    | Autodis Racing by THX          |     |     |     |     |     |     | 11   | 11  | Ret | 12  | Ret | Ret |      |     | 40   |
| 10   | WestCoast Racing               |     |     |     |     |     |     |      |     |     |     |     |     | 4    | 3   | 27   |
| 10   | WestCoast Racing               |     |     |     |     |     |     |      |     |     |     |     |     | 11   | 13  | 27   |
| 11   | Reno Racing                    | 9   | 7   | 10  | 7   | 18† | 12  | 6    | 16  | 12  | 9   | 17  | Ret | 23†  | Ret | 25   |
| 12   | Sports & You                   | 12  | 16  | 11  | 9   | 9   | 10  | Ret  | 5   | 14  | DSQ | 13  | 21  | 17   | 12  | 15   |
| 12   | Sports & You                   |     |     |     |     |     |     |      |     |     |     |     |     | Ret  | 17  | 15   |
| 13   | Autodis Racing by Piro Sports  | 13  | 9   | 13  | 12  | 10  | 11  | 12   | Ret | 20† | 11  | 8   | 6   |      |     | 15   |
| 13   | Autodis Racing by Piro Sports  | Ret | Ret | 17  | 14  | 14  | 17† |      |     |     |     |     |     |      |     | 15   |
| 14   | Team Mulsanne                  |     |     |     |     |     |     |      |     |     |     | 7   | 8   |      |     | 10   |
| 15   | Stefanovski Racing Team        | 7   | Ret | Ret | 16  |     |     | 13   | Ret | 15  | Ret | 14  | 15  |      |     | 6    |
| 16   | Zengő Motorsport               |     |     |     |     |     |     | Ret  | 9   |     |     |     |     |      |     | 2    |
| 17   | Pyro Motorsport                |     |     |     |     |     |     |      |     |     |     | 10  | 10  | 12   | 16  | 2    |
| 18   | JLG Motorsport with Zengő      | 14  | 11  | 12  | 13  |     |     | 10   | 21  |     |     |     |     |      |     | 1    |
| 19   | Pit Lane Competizioni          | 10  | 13  |     |     | 11  | 13  |      |     | 17  | 15  | 18  | 18  |      |     | 1    |
| 19   | Pit Lane Competizioni          | 16  | 17† |     |     |     |     |      |     |     |     |     |     |      |     | 1    |
| 20   | Race Republic                  | 17  | 10  |     |     |     |     |      |     |     |     |     |     |      |     | 1    |
| -    | Baporo Motorsport              |     |     |     |     |     |     |      |     |     |     | Ret | 11  |      |     | 0    |
| -    | Monlau Competición             |     |     |     |     | 12  | 14  |      |     | 19  | 14  |     |     | 16   | Ret | 0    |
| -    | PSS Racing Team                | 15  | Ret | 15  | 15  | WD  | WD  | 14   | 18  | 16  | 13  | 19  | 16  | 14   | 14  | 0    |
| -    | Brutal Fish Racing Team        |     |     | 16  | 19  | 15  | 16  | Ret  | 13  |     |     | 15  | 14  | 15   | 18  | 0    |
| -    | Scuderia del Girasole          |     |     |     |     |     |     |      |     |     |     | Ret | 13  |      |     | 0    |
| -    | Fullín Race Academy            |     |     |     |     |     |     |      |     |     |     |     |     | 18   | 22† | 0    |
| -    | CRC - Cappellari Reparto Corse |     |     |     |     |     |     |      |     |     |     | 21  | 19  |      |     | 0    |
| -    | Race Republic - Top Run        |     |     |     |     |     |     |      |     |     |     | 20  | Ret |      |     | 0    |
| -    | MN Développement               |     |     |     |     |     |     |      |     |     |     |     |     | 20   | Ret | 0    |
| -    | LEIN Racing                    |     |     |     |     |     |     |      |     |     |     |     |     | Ret  | 20  | 0    |
| -    | LTA Racing Team                |     |     |     |     |     |     |      |     |     |     |     |     | 21   | Ret | 0    |
|      | Speedy Motorsport              | Ret | Ret |     |     |     |     |      |     |     |     |     |     |      |     | -    |
|      | Race Republic - NOS Racing     |     |     |     |     |     |     |      |     |     |     | Ret | Ret |      |     | -    |
| Pos. | Equipo                         | LEC | LEC | ZAN | ZAN | SPA | SPA | HUN  | HUN | ASS | ASS | MNZ | MNZ | BAR  | BAR | Pts. |

| Color     | Resultado                                                               |
| --------- | ----------------------------------------------------------------------- |
| Oro       | Ganador                                                                 |
| Plata     | 2.ª plaza                                                               |
| Bronce    | 3.ª plaza                                                               |
| Verde     | Finalizó en los puntos                                                  |
| Azul      | Finalizó sin puntos                                                     |
| Azul      | NC - No clasificado                                                     |
| Violeta   | Ret - No terminó (Carrera)                                              |
| Rojo      | DNQ - No se clasificó                                                   |
| Negro     | DSQ - Descalificado                                                     |
| Blanco    | DNS - No empezó (carrera)                                               |
| Blanco    | WD - Retirado (fin de semana)                                           |
| Blanco    | C - Carrera cancelada                                                   |
| Sin color | DNP - Inscrito pero no participó                                        |
| Sin color | INJ - Lesionado                                                         |
| Sin color | EX - Excluido                                                           |
| Estado    | Resultado                                                               |
| Negrita   | Pole position                                                           |
| Cursiva   | Vuelta rápida                                                           |
| †         | Abandona, pero clasifica al completar el porcentaje requerido para ello |

#### DSG Challenge
| Pos. | Piloto             | LEC | LEC | ZAN | ZAN | SPA | SPA | HUN | HUN | ASS | ASS | MNZ | MNZ | BAR | BAR | Pts. |
| ---- | ------------------ | --- | --- | --- | --- | --- | --- | --- | --- | --- | --- | --- | --- | --- | --- | ---- |
| 1    | Giovanni Altoè     | 1   | 1   |     |     | 1   | 1   |     |     | 1   | 1   | 1   | 1   |     |     | 200  |
| 2    | Marie Baus-Coppens |     |     | Ret | 1   | 2   | 2   | 1   | 2   | 2   | 2   |     |     | 1   | 1   | 190  |
| 3    | Ferenc Ficza       |     |     |     |     |     |     | Ret | 1   |     |     |     |     |     |     | 25   |
| Pos. | Piloto             | LEC | LEC | ZAN | ZAN | SPA | SPA | HUN | HUN | ASS | ASS | MNZ | MNZ | BAR | BAR | Pts. |

| Color     | Resultado                                                               |
| --------- | ----------------------------------------------------------------------- |
| Oro       | Ganador                                                                 |
| Plata     | 2.ª plaza                                                               |
| Bronce    | 3.ª plaza                                                               |
| Verde     | Finalizó en los puntos                                                  |
| Azul      | Finalizó sin puntos                                                     |
| Azul      | NC - No clasificado                                                     |
| Violeta   | Ret - No terminó (Carrera)                                              |
| Rojo      | DNQ - No se clasificó                                                   |
| Negro     | DSQ - Descalificado                                                     |
| Blanco    | DNS - No empezó (carrera)                                               |
| Blanco    | WD - Retirado (fin de semana)                                           |
| Blanco    | C - Carrera cancelada                                                   |
| Sin color | DNP - Inscrito pero no participó                                        |
| Sin color | INJ - Lesionado                                                         |
| Sin color | EX - Excluido                                                           |
| Estado    | Resultado                                                               |
| Negrita   | Pole position                                                           |
| Cursiva   | Vuelta rápida                                                           |
| †         | Abandona, pero clasifica al completar el porcentaje requerido para ello |

### TCR BeNeLux
| Pos. | Piloto             | ZAN  | ZAN | SPA  | SPA | HUN | HUN | ASS | ASS | BAR  | BAR | Pts. |
| ---- | ------------------ | ---- | --- | ---- | --- | --- | --- | --- | --- | ---- | --- | ---- |
| 1    | Jean-Karl Vernay   |      |     | 1    | Ret | 1   | 7   | 1   | 2   | 12   | 1   | 163  |
| 2    | Maxime Potty       | Ret4 | 3   | 2    | 2   | 84  | 3   | 32  | 3   | 3    | 3   | 146  |
| 3    | Julien Briché      | Ret3 | Ret | 3    | 1   | 71  | 5   | 53  | 4   | 21   | 5†  | 117  |
| 4    | Danny Kroes        | 2    | 2   | 45   | 3   | 3   | 6   | 45  | Ret | Ret5 | Ret | 108  |
| 5    | Stefano Comini     |      |     | Ret4 | Ret | 2   | 1   | 24  | 1   | Ret  | 2   | 108  |
| 6    | Loris Cencetti     | 3    | 4   | 6    | 6   | 42  | 2   | Ret | 6   |      |     | 85   |
| 7    | Marie Baus-Coppens | Ret  | 6   | 7    | 5   | 6   | 4   | 6   | 7   | 4    | 4   | 80   |
| 8    | Cedric Piro        | 45   | 5   | 5    | 4   | 5   | Ret |     |     |      |     | 56   |
| 9    | Jaap van Lagen     | 1    | 1   |      |     |     |     |     |     |      |     | 55   |
| 10   | Peter Terting      |      |     |      |     |     |     | 7†  | 5   |      |     | 16   |
| 11   | Nathanaël Berthon  |      |     |      |     |     |     |     |     | Ret4 | Ret | 2    |
| Pos. | Piloto             | ZAN  | ZAN | SPA  | SPA | HUN | HUN | ASS | ASS | BAR  | BAR | Pts. |

| Color     | Resultado                                                               |
| --------- | ----------------------------------------------------------------------- |
| Oro       | Ganador                                                                 |
| Plata     | 2.ª plaza                                                               |
| Bronce    | 3.ª plaza                                                               |
| Verde     | Finalizó en los puntos                                                  |
| Azul      | Finalizó sin puntos                                                     |
| Azul      | NC - No clasificado                                                     |
| Violeta   | Ret - No terminó (Carrera)                                              |
| Rojo      | DNQ - No se clasificó                                                   |
| Negro     | DSQ - Descalificado                                                     |
| Blanco    | DNS - No empezó (carrera)                                               |
| Blanco    | WD - Retirado (fin de semana)                                           |
| Blanco    | C - Carrera cancelada                                                   |
| Sin color | DNP - Inscrito pero no participó                                        |
| Sin color | INJ - Lesionado                                                         |
| Sin color | EX - Excluido                                                           |
| Estado    | Resultado                                                               |
| Negrita   | Pole position                                                           |
| Cursiva   | Vuelta rápida                                                           |
| †         | Abandona, pero clasifica al completar el porcentaje requerido para ello |